# Patricia Reynolds
Pour les articles homonymes, voir Reynolds.
Patricia Reynolds, née le 20 octobre 1967, est une taekwondoïste française.
Elle remporte la médaille de bronze dans la catégorie des moins de 60 kg aux Championnats d'Europe de taekwondo 1990 et la médaille d'or dans la même catégorie aux Championnats d'Europe de taekwondo 1992.